# Escomb
Escomb – wieś w Anglii, w hrabstwie Durham. Leży 15 km na południowy zachód od miasta Durham i 367 km na północ od Londynu.